# 约瑟夫·麦考密克
约瑟夫·麦考密克（英語：Joseph McCormick，1894年8月12日—1958年6月14日），美国男子冰球运动员，场上位置是前锋。他曾代表美国国家队参加1920年夏季奥林匹克运动会冰球比赛，获得一枚银牌。

## 家庭
哥哥劳伦斯·麦考密克。